# Curt von Maltzahn
Curt von Maltzahn (* 1. November 1849 in Küstrin; † 1. Januar 1930 in Pöcking) war ein deutscher Vizeadmiral, Seekriegstratege und Militärhistoriker. Seit dem 7. Mai 1875 durfte er den Freiherrntitel führen.

## Herkunft
Seine Eltern waren der Abgeordnete Gustav Robert von Maltzahn (* 20. Oktober 1807; † 13. August 1882) und dessen Ehefrau Marie Karoline Wilhelmine von Werder (* 25. Dezember 1815; † 20. April 1876).

## Werdegang
Am 21. April 1866 trat er in die Preußische Marine und fuhr auf den Segelfregatten Gefion (Reisen u. a. nach Westindien), Niobe, Thetis und auf den Korvetten Medusa und Arcona. Am 1. August 1869 kam er für die einjährige Ausbildung an die Marineschule Kiel. Danach Wachoffizier auf dem Aviso Grille, erhielt er als Unterleutnant zur See am 21. September 1871 das Offizierspatent.
Von April bis Dezember 1871 war er Kompanieoffizier in der Stammdivision der Ostseeflotte. Nach zehn Monaten beim  Schiffsstamm Friedrich Carl und auf dem Radaviso Pommerania wurde er Kompanie-Offizier der II. Matrosen-Division. Nachdem er seit dem 1. Oktober 1872 als Wachoffizier auf der Panzerfregatte Friedrich Carl gefahren war, kam er am 1. Juni 1874 für zwei Jahre als Adjutant zur Kaiserlichen Werft Wilhelmshaven. Ab dem 18. Mai 1876 fuhr er wieder zur See, auf dem Artillerieschulschiff Renown und der Glattdeckkovette Augusta (Reisen nach Ostasien, Australien und in die Südsee). Im Juni 1878 zum Kapitänleutnant befördert, wurde er Ende Oktober 1878 für ein halbes Jahr als Kompanieführer zur II. Matrosen-Division beordert. Nach fünf Monaten als Wachoffizier auf der Preußen kam er am 1. Oktober 1879 zum I. Coetus an die (alte) Marineakademie und -schule (Kiel). Im selben Jahr heiratete er in Oliva bei Danzig Rose von Spies, die Tochter eines Gutsbesitzers. Der II. und der III. Coetus folgten 1881 und 1882 nach Bordverwendungen als Wachoffizier auf der Preußen und als Batterieoffizier auf der Panzerfregatte Kronprinz.
1883 führte er das Landungskorps zur Besitzergreifung von Deutsch-Südwestafrika.
Nach vier Monaten bei der II. Matrosen-Division und zwei Jahren als Artillerieoffizier auf der Korvette Leipzig wurde er am 23. Oktober 1884 für fünf Jahre zur Kaiserlichen Admiralität versetzt. Am 19. März 1885 zum Korvettenkapitän befördert, diente er viereinhalb Jahre im Hydrographischen Amt, als Dezernent in der Militärischen Abteilung und als Vorstand der Zentralabteilung (1887–1889). Kurzzeitig war er zugleich Erster Offizier auf der Württemberg (1886) und Kommandant der Musquito (1889).
Nach einem Jahr als Kommandeur der Schiffsjungenabteilung wurde er am 9. April 1890 Kommandant der als Schulschiff dienenden Kreuzerkorvette Nixe. Am 21. September 1891 zum Kapitän zur See befördert, wurde er am 1. Oktober 1891 zur Verfügung des Chefs der Marinestation der Ostsee gestellt. 1892/93  war er Kommandeur der I. Matrosendivision und Chef des Stabes der Marinestation der Nordsee.
Am 16. Oktober 1893 wurde er Kommandant der Württemberg. Zwei Jahre später wurde er als Lehrer für Seetaktik und Seekriegsgeschichte an die (neue) Marineakademie Kiel berufen. Zugleich war er 1898 fünf Monate Kommandant des Schulschiffs Stosch und im Spätsommer 1899 kurzfristig Stabsoffizier bei der Übungsflotte.
Am 6. Februar 1900 wurde er zum Direktor der an die Marineschule Kiel angeschlossene Marineakademie ernannt und am 15. März 1900 zum Konteradmiral befördert. Im Sommer desselben Jahres vertrat er den Inspekteur des Bildungswesens der Marine. Ab dem 22. September 1903 war er zur Verfügung des Chefs der Marinestation der Ostsee gestellt.

## Familie
Er heiratete am 18. Dezember 1879 Rose von Spies (* 24. April 1852). Das Paar hatte zwei Töchter:
- Marie-Luise Wilhelmine Gisela (* 6. September 1880) ⚭ Freiherr Ernst von Gagern (1878–1954), Admiral
- Charlotte Klara Adelheid (* 19. Oktober 1881; † 3. August 1975), Malerin[1] ⚭ 1924 (Scheidung 1942) August Bohde

## Konflikt mit Tirpitz
Wie Bismarck und anders als Moltke stand Maltzahn für eine politische und gegen eine militärische Führung der Streitkräfte. Im deutschen Offizierskorps wurde er zu einem Protagonisten der Opposition gegen Alfred von Tirpitz. Zwar wollte er Großbritanniens Vormachtstellung zur See brechen, als Taktikexperte hielt er aber die von seinem langjährigen Freund Tirpitz propagierte Rüstung mit einer starken Schlachtflotte für falsch. Er forderte den Ausbau des Küstenschutzes und die Aufstellung einer Kreuzerflotte, die rascher und kostengünstiger zu bewerkstelligen gewesen wäre. Als seine gesammelten Vorlesungen veröffentlicht wurden, wurde Maltzahn am 12. Dezember 1903 als charakterisierter Vizeadmiral mit 54 Jahren z. D. gestellt. Die Freundschaft mit dem im selben Jahr und ebenfalls in Küstrin geborenen Tirpitz zerbrach. Im „Ruhestand“ ließ Maltzahn sich das Schreiben nicht mehr verbieten und publizierte Aufsätze, unter anderem den historischen Abriss Der Seekrieg und – im Auftrag des Admiralstabs – Die Geschichte unserer taktischen Entwickelung. Er übertrug Carl von Clausewitz in maritime Kategorien und verglich ihn mit Horatio Nelson.

## Werke
- Was lehrt Clausewitz´ Buch »Vom Kriege« den deutschen Seeoffizier? Marine-Rundschau, Juni 1905 (engl. in: Royal Navy War College, Portsmouth, November 1906)
- Der Seekrieg. Leipzig 1906 (engl. Übersetzung von John Combe Miller, Naval Warfare; London, New York 1908)
- Der Seekrieg zwischen Russland und Japan 1904–1905, Bd. 1.: Die Vorgeschichte des Krieges und die Kriegsereignisse bis Ende Mai 1904. 1912
- Der Seekrieg zwischen Russland und Japan 1904–1905, Bd. 2.: Die Belagerung von Port Arthur und die Ausreise des 2. Pazifischen Geschwaders bis Madagaskar. 1913
- Der Seekrieg zwischen Russland und Japan 1904–1905, Bd. 3: Ereignisse der beiden Parteien bis zur Schlacht von Tsuschima. 1914
- Seemacht und Kriegsflotte in: Philipp Zorn, Herbert von Berger (Schriftleitung): Deutschland unter Kaiser Wilhelm II. Hrsg. von Siegfried Körte, Friedrich Wilhelm von Loebell u. a. 3 Bände. R. Hobbing, Berlin 1914.